# Андерс Лагеркрона
Андерс Лагеркрона (швед. Anders Lagercrona; нар. бл. 1664 — 7 січня 1739) — шведський генерал.
Отримав чин генерала у 1704 році. Брав участь в Північній війні, однак великих самостійних військових операцій проти російських військ не проводив. Восени 1708 року Карл XII доручив йому на чолі авангарду (3000 бійців, 6 гармат) захопити переправи та оволодіти важливим транспортним вузлом Стародубом, у якому розташовувалися склади з припасами росіян, які були необхідні шведському війську. Лагеркрона операцію провалив, після чого важливих завдань від короля не отримував. В Полтавській битві очолював найслабшу піхотну колонну. Після поразки зумів врятуватися, відібравши коня в одного з кавалерійських капітанів. Після того, як останній повернувся з російського полону, він подав на генерала в суд за конокрадство і в підсумку виграв справу.
У 1710 році Андерс Лагеркрона змушений був піти у відставку через конфлікт з державним скарбником у присутності Карла XII.